# Ligne de Tamnay-Châtillon à Château-Chinon
La ligne de Tamnay-Châtillon à Château-Chinon est une ligne ferroviaire française située dans la Nièvre, en région Bourgogne-Franche-Comté, et qui relie la gare de Château-Chinon à celle de Tamnay - Châtillon, où elle rejoint la ligne de Clamecy à Gilly-sur-Loire. 
Fermée depuis 1932 au service des voyageurs, la mobilisation des collectivités locales pour maintenir la gare bois de Château-Chinon en service a permis de repousser sa fermeture au service des marchandises jusqu'en 2004. Elle est aujourd'hui neutralisée. 
Elle constitue la ligne no 763000 du réseau ferré national. 

## Histoire

### Origine et ouverture
En 1878, le plan Freycinet prévoyait sous le no 113 la création d'une ligne « de Tamnay à Château-Chinon » en vue de desservir la sous-préfecture de la Nièvre à partir de la ligne de Clamecy à Gilly-sur-Loire.
La ligne est déclarée d'utilité publique par une loi le 19 juillet 1880 puis concédée à la Compagnie des chemins de fer de Paris à Lyon et à la Méditerranée (PLM) par une loi le 20 novembre 1883.
La ligne est mise en service le 19 septembre 1889.

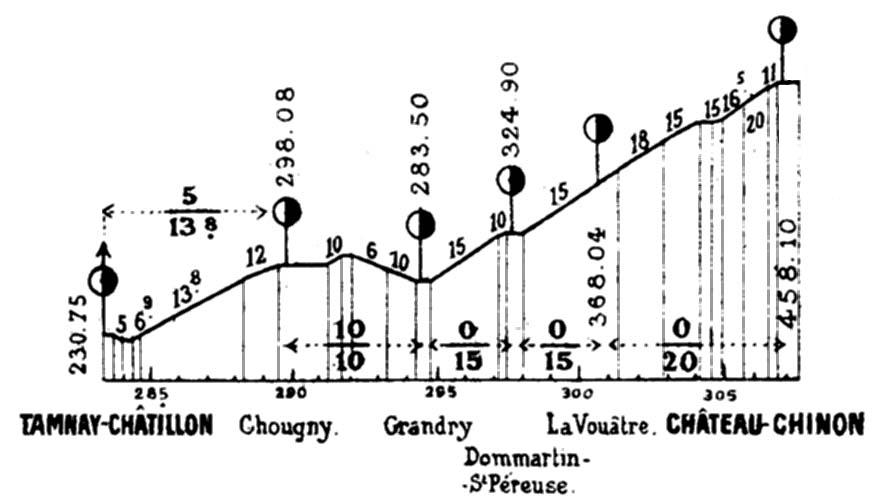

### Déclin et fermeture
Le trafic voyageurs a définitivement cessé à partir de 1945.
En 2004, la fermeture de la gare bois de Château-Chinon a entraîné la fermeture de la ligne au service marchandises.
Depuis 2018, le vélo-rail du Bazois Morvan circule sur une partie de la voie ferrée, au départ de la gare de Château-Chinon.